# Pagiopalus apiculus
Pagiopalus apiculus is een spinnensoort in de taxonomische indeling van de renspinnen (Philodromidae).
Het dier behoort tot het geslacht Pagiopalus. De wetenschappelijke naam van de soort werd voor het eerst geldig gepubliceerd in 1970 door Suman.